# Tzihuactlayahuallohuatzin
Secondo il Crónica Mexicayotl, Tzihuactlayahuallohuatzin (fl. XV secolo) era un figlio di Tezozomoc e regnante dell'altepetl di Azcapotzalco.
Fu nominato dal padre regnante (tlatoani) di Tiliuhcan dopo la morte di Tlacacuitlahuatzin nella prima metà del XV secolo.
I suoi fratelli furono Aculnahuacatl Tzaqualcatl, Quaquapitzahuac, Epcoatl e Maxtla.